# Konstantin Päts
Konstantin Päts (Häädemeeste, 23. veljače 1874. – Buraševo, 18. siječnja 1956.) estonski je političar i pravnik, najutjecajniji estonski političar u razdoblju između dva svjetska rata. Päts je čak pet puta bio predsjednik Vlade Estonije. Uz to je bio jedan od prvih aktivnih političara u Estoniji, a život mu je obilježilo gotovo 40-godišnje političko rivalstvo s Jaanom Tõnissonom, najprije kroz novinarstvo preko časopisa Teataja, kasnije i kroz politiku. Tijekom Revolucije 1905. osuđen je na smrt, međutim uspio je pobjeći prvo u Švicarsku a kasnije u Finsku, gdje je nastavio sa spisateljskim radom. Nakon godina izbivanja vratio se u Estoniju, ali je od 1910. do 1911. morao odslužiti kraću zatvorsku kaznu. 
Godine 1917., Päts je bio na čelu provincijske uprave Autonomne estonske gubernije, ali je nakon Oktobarske revolucije bio prisiljen ići u ilegalu. Dana 19. veljače 1918. postao je jedan od tri člana Odbora za spas Estonije koji je  pet dana kasnije izdao Manifest narodā Estonije, deklaraciju estonske nezavisnosti. Od 1918. do 1919. bio je na čelu Privremene vlade, iako je bio u zatvoru tijekom druge polovice njemačke okupacije. Istovremeno je obnašao dužnosti ministra unutarnjih poslova i ministra rata, što ga je dovelo u poziciju da bude zadužen za organizaciju estonskih postrojbi tijekom Estonskog rata za neovisnost.
Tokom 1920-ih i ranih 1930-ih, Päts je predvodio najdesniju među tadašnjim značajnim političkim strankama u Estoniji – konzervativnu Farmersku skupštinu, koja će se kasnije ujediniti u Stranku ujedinjenih zemljoposjednika. U tom je razdoblju bio predsjednik Parlamenta (1922. – 1923.) te Državni starješina u čak pet mandata (1921. – 1922., 1923. – 1924., 1931. – 1932., 1932. – 1933., i 1933. – 1934.). Tijekom svog posljednjeg mandata kao Državni starješina, Päts je izazvao državni udar kako bi de facto neutralizirao tada rastući radikalno desni (profašistički) pokret Vaps, a za taj je potez dobio podršku vojske i parlamenta. 
Iako je Estonija ušla u doba autoritarne vladavine poznate kao "Doba šutnje", gospodarstvo je bilo u porastu i provedene su brojne reforme, premda je Päts odugovlačio s vraćanjem ustavnog poretka. Zahvaljujući mahom podršci generala Johana Laidonera, tadašnjeg čelnika estonske vojske, Päts je najprije vladao kao Premijer u službi Državnog starješine (1934. – 1937.), a onda i kao Riigihoidja (1937. – 1938.) do usvajanja novog Ustava 1938., nakon čega je formalno postao Predsjednik Estonije. 
Estonija je dočekala Drugi svjetski rat s Pätsom kao predsjednikom, a 1940. i sovjetsku okupaciju. Njegova uloga u početnoj fazi sovjetske okupacije bila je zanimljiva. Više od mjesec dana bio je prisiljen potpisivati sovjetske dekrete kao marionetski predsjednik (potpisao ih je preko 200) te je imenovao marionetskog premijera, komunista Johannesa Varesa. Premda je u početku bio blagonaklon prema sovjetskim okupatorima, kada je u srpnju 1940.  proglašena Estonska SSR, Päts je shvatio u kakvom se položaju nalazi njegova zemlja. Päts je formalno bio na čelu Estonske SSR dva dana, dok njegova ostavka nije prihvaćena, a njegov pokušaj bijega u Sjedinjene Države s obitelji nije bio uspješan te je zajedno s  cijelom obitelji deportiran u Ufu. Tamo su bili pod konstantnim nadzorom, a u svibnju 1941. Päts i njegova obitelj "slučajno" su susreli još jedan estonski par, koji ih je pozvao na druženje. Ne znajući da imaju posla s agentima NKVD-a, Pätsovi su prihvatili poziv i već je sljedećeg dana država obaviještena kako Konstantin i njegov sin Viktor Päts imaju izražene negativne sentimente prema Josifu Staljinu i Vjačeslavu Molotovu te kako željno iščekuju njemački napad na Sovjetski Savez.
Službeno su uhićeni 26. lipnja 1941., a maloljetna su im djeca poslana u sirotište. Ni nakon višesatnog ispitivanja, Päts nije priznao krivnju. U konačnici su Päts i njegov sin poslani u zatvor Butirka u Moskvi, gdje su bili zatvorenici br. 2 i 13. Johan Laidoner je služio svoju kaznu u istom zatvoru kao zatvorenik br. 11. Pätsova supruga Helgi-Alice poslana je u gulag na Sibiru. Dana 24. ožujka 1943. donesena je odluka o prisilnom neuropsihijatrijskom liječenju te je Päts poslan prvo u Kazanj, a onda u Histopolj. Godine 1952. osuđen je po zloglasnom čl. 58. za kontrarevolucionarnu sabotažu i antisovjetsko djelovanje. Nakon što je 1954. otpušten s prisilnog liječenja, poslan je u sanatorij u Jämejali u Estoniji, međutim nakon što je tamo postao senzacija među lokalnim stanovništvom koje ga je prepoznalo, premješten je u bolnicu u selu Buraševo, gdje je na koncu preminuo 18. siječnja 1956..
Pokopan je "kao predsjednik" u lijesu, što nije bila uobičajena praksa u tadašnjim uvjetima. Njegovi su posmrtni ostaci premješteni u Tallinn 1990. Godine 2011., u Buraševu je podignuta spomen-ploča u njegovu čast.

## Vanjske poveznice
- Konstantin Päts na britannica.com, pristupljeno 27. travnja 2022.
- Video, pristupljeno 27. travnja 2022.